# (29127) 1985 FF2
1985 أف أف 2 (ويعرف أيضًا باسم (29127) 1985 أف أف 2 وفق تسمية الكوكب الصغير) (بالإنجليزية: 1985 FF2)‏ هو كويكب ضمن حزام الكويكبات؛ وترتيبه 29127 من حيث الاكتشاف.
اكتُشف هذا الجُرم الفلكي بواسطة Brian A. Skiff ‏ في 24 مارس 1985.

## وصلات خارجية
- (29127) 1985 FF2 في قاعدة بيانات مختبر الدفع النفاث لأجرام النظام الشمسي الصغيرة

- الاكتشاف · مخطط المدار ·  العناصر المدارية · المعلمات المادية

- (29127) 1985 FF2 على موقع ويكي سكاي: DSS2, SDSS, GALEX, IRAS, Hydrogen α, X-Ray, Astrophoto, Sky Map, Articles and images